# 紅葉伝説

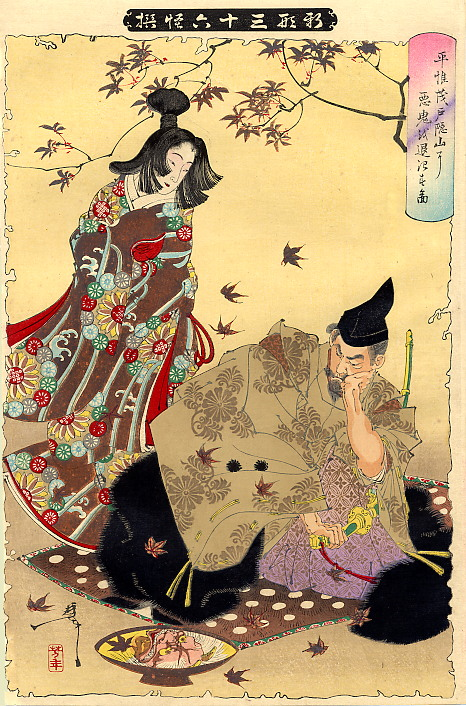
紅葉の策に眠りこむ平維茂。（1890年、月岡芳年「平維茂戸隠山に悪鬼を退治す図」『新形三十六怪撰』）

紅葉伝説（もみじでんせつ）は、長野県の戸隠（とがくし）、鬼無里（きなさ・現、長野県長野市）、別所温泉などに伝わる鬼女にまつわる伝説。平維茂（たいら の これもち）が鬼女・紅葉（もみじ）と戦い、討ち取る話である。

## 概要

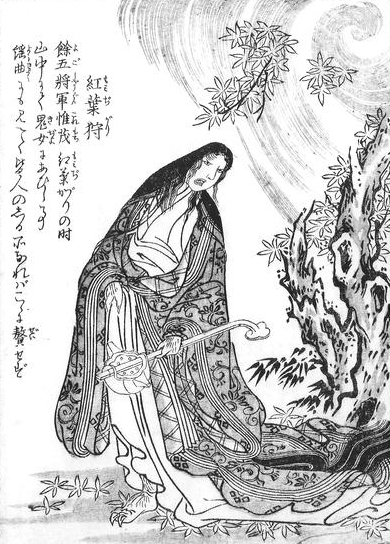
『今昔百鬼拾遺』の「紅葉狩」

信濃国の戸隠山に鬼がおり、平維茂によってそれが退治されたというのが共通する伝説の要素である。その鬼は女性であり、名前を紅葉（もみじ）であるとするものが一般に流布されている。
室町時代から江戸時代にかけて、能や浄瑠璃、歌舞伎では「紅葉狩」（もみじがり）という題名で描かれつづけ、平維茂が戸隠山におもむき、そこで出会った紅葉見物の美しい女性たち一行に出遭うという展開を設けている。その女性たちの正体が戸隠山の鬼、鬼女・紅葉であるとする。能をもとにして作られた河竹黙阿弥による歌舞伎『紅葉狩』（1887年）は、紅葉に相当する鬼の名を更科姫（さらしなひめ）としている。
明治中期に出版された『戸隠山鬼女紅葉退治之伝』では、紅葉は会津出身の伴氏の子孫であるとされ、第六天の魔王の力を持つ鬼とされる。元は呉葉（くれは）と呼ばれていたが、後に紅葉に名を改めて都に上り、都で源経基（みなもと の つねもと）に寵愛され一子を宿すが、戸隠の地へ流される。里の者に尊崇されるいっぽう、徒党を組んで盗賊を働き、冷泉天皇の勅諚によって派遣された平維茂の軍勢により、退治される。紅葉の一生を詳しく描いており、紅葉の出所や戸隠以前などを示している紅葉伝説はこの本の出版以後、『大語園』などその内容を典拠としたものが多い。
『善光寺道名所図会』によれば、退治された紅葉の霊は八丈坊・九丈坊という大天狗・小天狗となり、日吉権現の眷属となって北向山を守護するようになったという。
大昌寺の位牌には「当郡開闢」として余五将軍惟茂大居士と「竈岩（巌）紅葉大禅定尼」の名前が刻まれている。これは、後桜町天皇の御宇である明和年間に当寺の住職であった通方和尚が荒倉山の一部を大昌寺の領地としたのを契機としている。そして、紅葉は悪とは言えども山中に里を作った様は郷の「倡首」であり、維茂も紅葉がそのまま住み続ければ妖怪の郷となっていた可能性がある柵村を解放したため、「民を済ふ」という点では同じであるとした。
旧戸隠村大中の清水家は維茂の家臣・河原太郎定信の子孫とされる。

## 戸隠山の鬼
戸隠山に鬼が存在し、それを武士が退治するという内容はほぼ一致しているが、紅葉のような女の鬼であるとしない伝承も古くから見られる。
その最古の例は13世紀に記された『阿裟縛抄』である。これによれば、9世紀中頃に「学門（学問とも）」という修行者が九つの頭と龍の尾を持つ鬼を岩戸に閉じこめ、善神に転じて水神として人々を助けたとされる。なお、この鬼の龍の尾は越後国の尾崎という荒磯まで伸びており、その地方では尾崎権現として信仰されたという。
『太平記』（巻32　直冬上洛事 附鬼丸鬼切事）では多田満仲（ただ の みつなか）が戸隠山で鬼を斬り、その刀が「鬼切」と名づけられたとされ、これが戸隠山に鬼が存在したという伝説として広く影響を与え、能などにも採り入れられたと考えられている。
また、戸隠神社につたわる『戸隠山絵巻』という室町時代ころに作られたとされる物語では、元正天皇の時代に九生大王（きゅうしょうだいおう）という鬼が戸隠山におり、きひの大臣がそれを退治する。能の『紅葉狩』やお伽草子の『酒呑童子』の影響を文章上の用語などでも受けており、手下の鬼たちが女の姿に化けて大臣一行の前に姿を現わしてもいる。

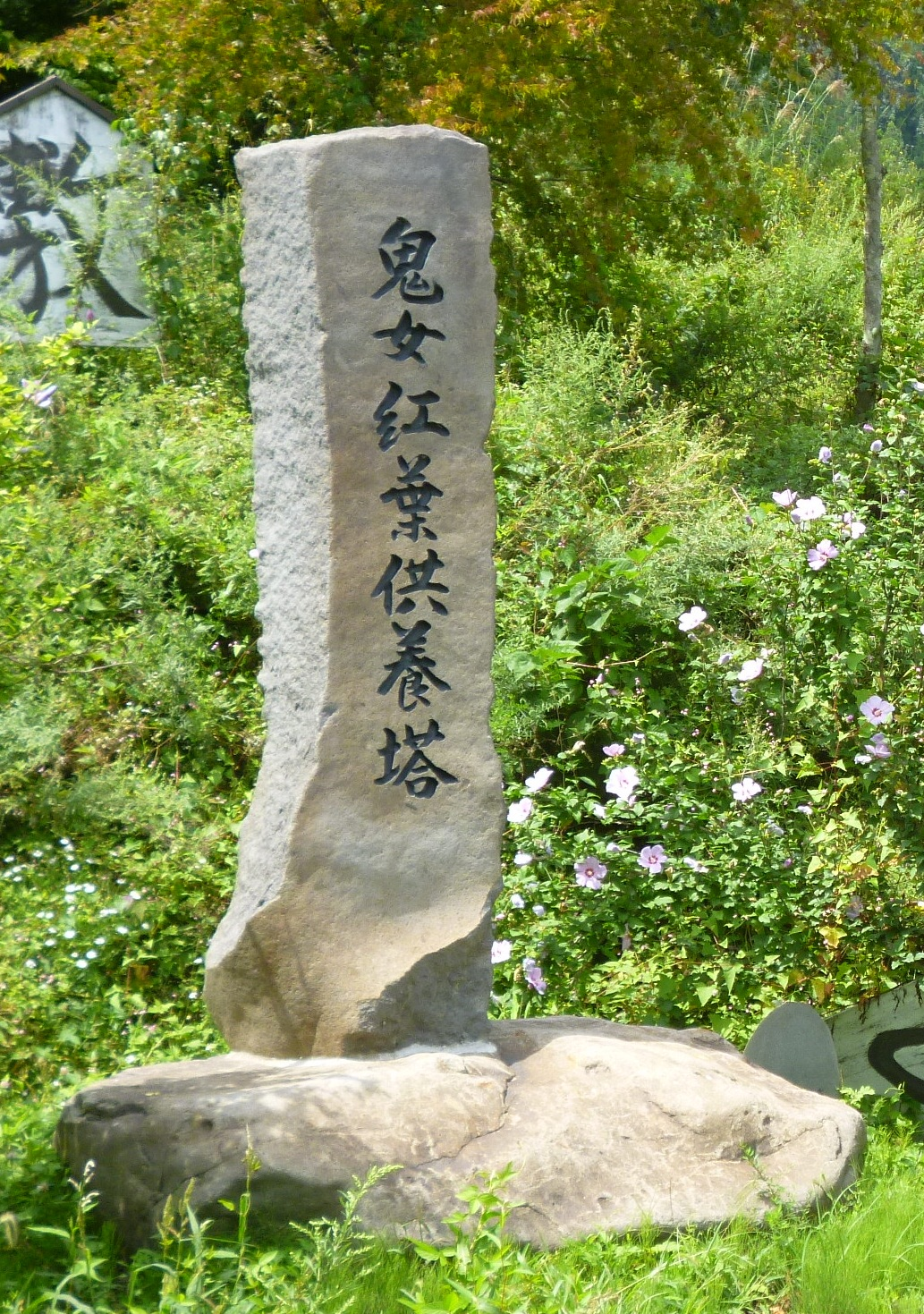

## 戸隠神社の祭事と鬼女伝説
菅江真澄の『くめじの橋』では、平維茂が鬼（名は「荒倉の紅葉」）を平定した7月7日、8日、9日にちなみ、9月の7日、8日、9日に、顕光寺（現在の戸隠神社）において、紅葉した楓を高杯や窪杯に盛り付け、3日間鬼の亡魂を弔う「紅葉会」という行事が紹介されており、紅葉会の後に岩屋に楓を奉納すれば、その楓が越後国尾崎に出現するとされる。
また、『善光寺道名所図会』によれば、顕光寺最大の祭事である「七月会」において、長刀を振り上げる動作があるが、これは平維茂の鬼神退治の古例に則ったものであるとされる。

## 魏石鬼八面大王の妻とする伝説
魏石鬼八面大王の妻を紅葉鬼神とする伝承も残る。

## 伝説の舞台

### 鬼無里
鬼無里での紅葉伝説は他と違い、紅葉が村人に施した事が伝えられている。以下ウィキペディア鬼無里村から引用『一般には主人公の「紅葉」は妖術を操り、討伐される「鬼女」であるが、鬼無里における伝承では医薬、手芸、文芸に秀で、村民に恵みを与える「貴女」として描かれる。』。
- 内裏屋敷跡（だいりやしきあと）、紅葉が暮らした屋敷跡[10]。
- 月夜の陵（はか）、紅葉の侍女の墓と云われる[11]。
- やかぶし（館武士・矢形ぶし）[12]。
- 地名・西京、東京、二条、三条、四条、五条、府成、清水、吉田、高尾、東山、他[13]。
- 寺社・松巌寺[14]。鬼無里神社、白髯神社[15]。
- 強清水、維茂柳[16]。

### 戸隠（旧柵村・しがらみむら）
旧柵村、荒倉山（戸隠山ではない）が平維茂との決戦の舞台。実際に紅葉と平維茂が戦ったという場所や縁の場所が各地にある。
- 鬼（紅葉）の岩屋[17]鬼（紅葉）の塚[18]。
- ゆかりの地・化粧水、屏風岩、舞台岩、釜壇岩（かまだん）、釜背負岩（かましょい）、駒爪岩。奥の岩屋[19]。
- 地名・安堵ヶ峰、竜虎ヶ原、毒（ぶす）の平、木戸、朝（あした）ヶ原、幕の入り、志垣（しがき）、柵（しがらみ）、渡土（わたど）、追通（おっかよう）[20]。
- 寺社・大昌寺（だいしょうじ）[21]。紅葉稲荷、山の神、矢先神社、矢本神社、十二神社[22]。
- 足神様[23]。

### 別所温泉、長野市、木島平
- 平維茂の墓[24]
- 北向観音[25]
- 西厳寺、宝昌寺、宣勝寺[26]

### 鬼女紅葉まつり
- 鬼無里の「鬼女紅葉まつり」・毎年10月第4日曜日。平成24年で13回目、当初は内裏屋敷跡で行われたが現在は松巌寺で行われる。松巌寺住職による法要、アトラクション（信州鬼無里鬼女紅葉太鼓など）。
- 戸隠の「鬼女紅葉まつり」・毎年10月第4日曜日。平成24年で54回目、荒倉キャンプ場。出店や能舞台で素謡（囃子、舞なしの謡）などがおこなわれる。

## 紅葉伝説の文献
- 和漢三才図会（正徳2年・1712年頃）第68巻・信濃、戸隠明神
- 信府統記（地誌・享保9年1724年）巻三第十七
- 菅江真澄遊覧記1（くめじの橋）
- 信濃奇勝録（地誌・天保5年1834年）
- 善光寺道名所図会（嘉永2年1849年）
- 北向山霊験記戸隠山鬼女紅葉退治之傳全（明治19年1886年作成、発行・明治36年1903年）

## 関連作品
- 能『紅葉狩』- これを元に多くの古典芸術が成立した。
- 歌舞伎『紅葉狩』
- 神楽『紅葉狩』
- 『紅葉狩』上村松園の美人画
- 陰陽座『紅葉（くれは）』（作詞・作曲: 瞬火）紅葉伝説と歌舞伎『紅葉狩』基にした楽曲
- 歌謡曲『鬼無里の道』（作詞: 佐藤順英、作曲・歌: 西島三重子）
- 鳥山石燕『紅葉狩』（『今昔百鬼拾遺』より）
- 漫画『鬼切丸』（作：楠桂）
- 内田康夫『戸隠伝説殺人事件』